# Saint-Jean-de-Thouars
Saint-Jean-de-Thouars település Franciaországban, Deux-Sèvres megyében. Lakosainak száma 1322 fő (2022. január 1.). Saint-Jean-de-Thouars Thouars, Luzay és Saint-Jacques-de-Thouars községekkel határos.

## Népesség
A település népessége az elmúlt években az alábbi módon változott:
| Lakosok száma | 1321 | 1342 | 1387 | 1358 | 1365 | 1372 | 1355 | 1339 | 1322 |
|               | 2013 | 2015 | 2016 | 2017 | 2018 | 2019 | 2020 | 2021 | 2022 |